# Haute-Vienne
Haute-Vienne (wymowaⓘ, otə-vjɛnə) – francuski departament położony w regionie Nowa Akwitania. Utworzony został podczas rewolucji francuskiej 4 marca 1790. Departament oznaczony jest liczbą 87. Jego nazwa pochodzi od rzeki Vienne.
Według danych na rok 2010 liczba zamieszkującej departament ludności wynosi 376 191 os. (68 os./km²); powierzchnia departamentu to 5520 km². Ośrodkiem administracyjnym (prefekturą) i największym miastem departamentu jest Limoges. 
W 2023 roku w skład departamentu wchodziło 195 gmin (lista).

## Miejscowości
Największe miejscowości departamentu (w nawiasach liczba ludności w 2021 roku):

- Limoges (129 760)
- Saint-Junien (11 387)
- Panazol (11 064)
- Couzeix (9828)
- Isle (7853)
- Saint-Yrieix-la-Perche (6825)
- Feytiat (6080)
- Le Palais-sur-Vienne (5947)
- Aixe-sur-Vienne (5839)
- Ambazac (5558)
- Condat-sur-Vienne (5158)
- Verneuil-sur-Vienne (4924)
- Rilhac-Rancon (4694)
- Saint-Léonard-de-Noblat (4332)
- Rochechouart (3681)
- Bellac (3596)
- Boisseuil (2994)
- Saint-Priest-Taurion (2889)
- Bessines-sur-Gartempe (2762)
- Saint-Just-le-Martel (2701)
- Bosmie-l’Aiguille (2617)
- Nexon (2512)
- Oradour-sur-Glane (2500)
- Le Vigen (2280)
- Saint-Gence (2213)
- Veyrac (2139)
- Chaptelat (2095)
- Eymoutiers (2094)
- Séreilhac (2022)
- Châteauponsac (2021)